# Romain Duport
Romain Duport (Angers, 10 dicembre 1986) è un cestista francese.

## Palmarès
- Coppa di Francia: 1

Strasburgo: 2014-15
- Leaders Cup: 1

Strasburgo: 2015
- Match des Champions: 2

Cholet: 2010
Strasburgo: 2015